# Failsworth
Failsworth är en ort i  distriktet Oldham, Storbritannien. Den ligger i grevskapet Greater Manchester och riksdelen England, i den centrala delen av landet, 260 km nordväst om huvudstaden London. Failsworth ligger 97 meter över havet och antalet invånare är 20 555.
Terrängen runt Failsworth är platt åt sydväst, men åt nordost är den kuperad. Runt Failsworth är det mycket tätbefolkat, med 2 181 invånare per kvadratkilometer. Närmaste större samhälle är Manchester, 5,4 km sydväst om Failsworth. Runt Failsworth är det i huvudsak tätbebyggt.